# Doug Morris
Doug Morris é o presidente e CEO da Universal Music Group.